# Monkey Me (chanson)
Singles de Mylène Farmer
Je te dis tout
(2013) Diabolique mon ange (Live)
(2013)
Monkey Me est une chanson de Mylène Farmer, sortie en single le 30 août 2013 en version digitale et le 7 octobre 2013 en version physique, en tant que troisième extrait de l’album Monkey Me.
Sur une musique pop-rock composée par Laurent Boutonnat, Mylène Farmer écrit un texte en hommage à E.T, le Sajou capucin avec qui elle a vécu pendant 25 ans. Faisant référence aux trois singes de la sagesse, elle s'inspire également du roman Mémoires de la jungle de Tristan Garcia.
Le clip, réalisé en noir et blanc par Éric Delmotte et Luc Froehlicher, montre un singe en images de synthèse auxquelles sont ajoutés des effets donnant un rendu kaléidoscopé. 
La chanson atteint la 3e place du Top Singles en France.

## Contexte et écriture
Deux ans après le grand succès rencontré par l'album Bleu noir (le premier album de Mylène Farmer réalisé sans Laurent Boutonnat), la chanteuse fait de nouveau appel à ce dernier afin de composer l'album Monkey Me, qui sort en décembre 2012. No 1 des ventes, l'album enregistre la plus grosse vente hebdomadaire de l'année et est certifié triple disque de platine en moins d'un mois.
Après le single électropop À l'ombre (no 1 des ventes en décembre 2012) et la ballade Je te dis tout (no 3 en mars 2013), la chanteuse décide de sortir le titre Monkey Me pour la rentrée 2013, juste avant d'entamer sa tournée Timeless 2013.

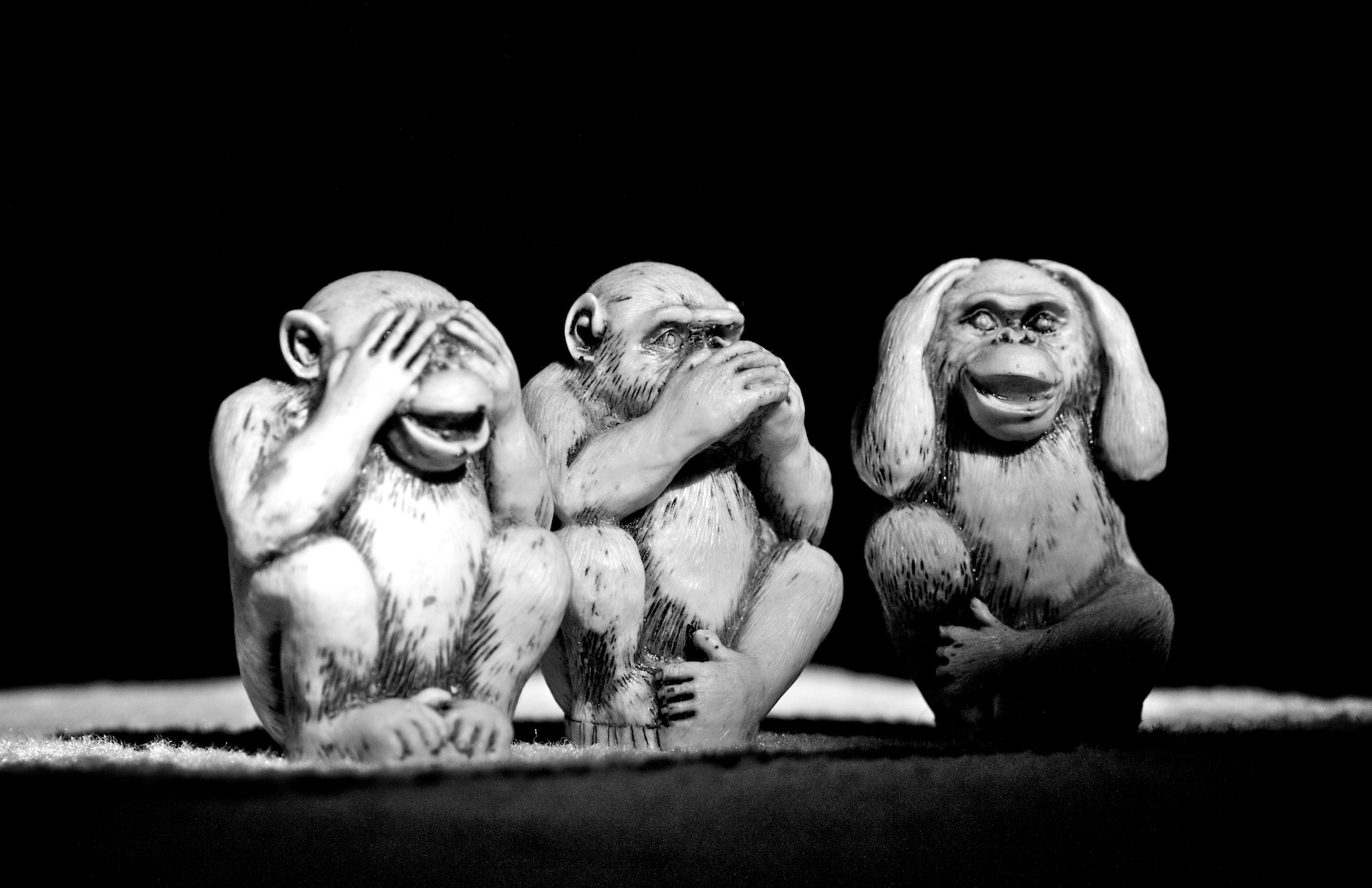
Les trois singes de la sagesse.

Pour ce titre pop-rock composé par Laurent Boutonnat, Mylène Farmer écrit un texte en hommage à E.T, le Sajou capucin avec qui elle a vécu pendant 25 ans et qui est décédé le 1er janvier 2011.
Faisant référence aux trois singes de la sagesse (« je perds l'audition », « je reste coi », « je suis sans guidon »), elle s'inspire également du roman Mémoires de la jungle de Tristan Garcia (« Là, c'est un autre moi, c'est Monkey Me l'animal. Là, je connais ces pas, un Monkey moi »).

## Sortie et accueil critique
Diffusé en radio à partir du 30 août 2013, le single sort le 7 octobre 2013.
Afin d'illustrer la pochette, la chanteuse organise un concours de création à ses fans, que remporte Richard Vanloot en réalisant un dessin de singe reproduisant la pose de Mylène Farmer sur la pochette de l'album Monkey Me. 

### Critiques
- « Une des meilleures chansons de l'album, qui bénéficie d'une musique rythmée de Boutonnat avec un refrain très efficace. »[4]
- « Une belle mélodie. »[6]
- « Sans aucun doute la chanson la plus efficace de l'opus. »[7]
- « Une interprétation pop-rock qui évoque la grande époque Anamorphosée et dévoile une Mylène simple et sincère. »[8]

## Vidéo-clip

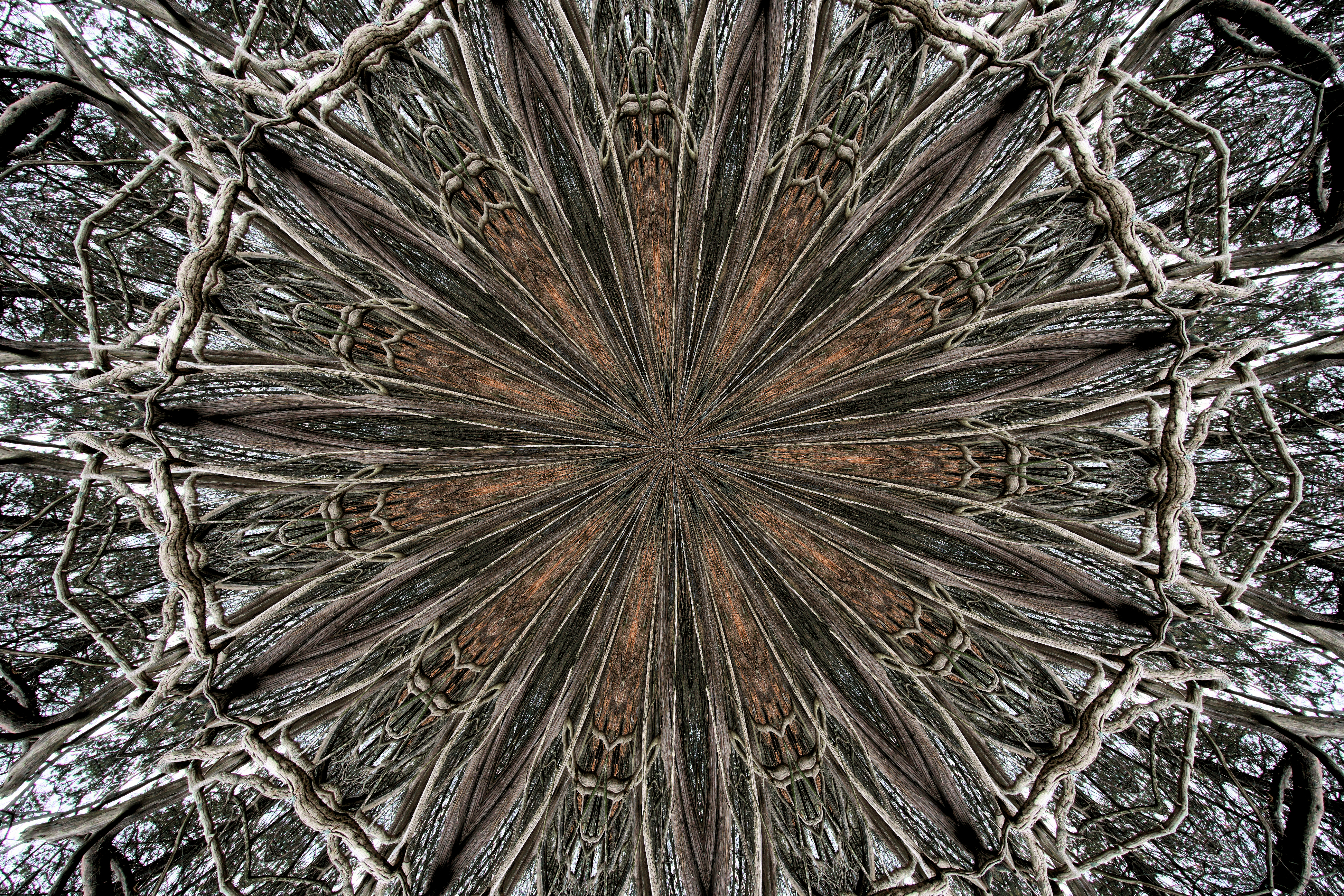
Un effet kaléidoscopé.

Réalisé en noir et blanc par Éric Delmotte et Luc Froehlicher, le clip est une animation en 3D pour La Maison (la société qui a réalisé les images de scène de la tournée Timeless 2013).
Mylène Farmer n'apparaît pas dans le clip, dont le personnage principal est un singe créé en images de synthèse. Des effets psychédéliques sont ajoutés à l'ensemble, donnant un rendu assez kaléidoscopé pouvant rappeler les tests de Rorschach.
C'est la première fois que la chanteuse n'apparaît d'aucune façon dans le clip de l'un de ses singles (dans les clips C'est une belle journée et Peut-être toi elle n'apparaissait pas physiquement mais était tout de même le personnage central sous forme de dessin animé). 

### Sortie et accueil
Le clip est diffusé à partir du 3 octobre 2013 à la télévision.
- « Une vidéo qui n'a pas véritablement de lien avec les paroles mais qui reste malgré tout esthétique. »[9]
- « Un clip angoissant. Pendant quatre minutes, on fixe l'écran et ces effets visuels avec l'étrange sensation d'avoir pris de la drogue au réveil. Mais non, c'est juste l'effet Farmer. »[10]
- « On reste comme hypnotisé devant la vidéo qui n’est pourtant pas captivante pour un sou. »[11]
- « Très sombre et plongé dans une ambiance de fin du monde avec des immeubles qui explosent pour permettre au singe, enfermé entre les murs, de faire son entrée, le clip s'appuie aussi sur des effets visuels très psychédéliques parmi lesquels on peut aisément se laisser prendre à voir les fameux Tests de Rorschach. »[12]

## Promotion
Mylène Farmer n'effectue aucune promotion pour la sortie de ce single.

## Classements hebdomadaires
Le single atteint la 3e place du Top Singles, dans lequel il reste classé durant sept semaines.
| Classement (2013)        | Meilleure position |
| ------------------------ | ------------------ |
| Belgique - Wallonie      | 43                 |
| France (Ventes)          | 3                  |
| France (Téléchargements) | 44                 |

## Liste des supports
| 1. | Monkey Me                       | 4:13 |
| 2. | Monkey Me (The ET's Club Remix) | 6:13 |
| 3. | Monkey Me (The ET's Radio Mix)  | 3:04 |
| 4. | Monkey Me (instrumental)        | 4:11 |

| A1. | Monkey Me (The ET's Club Remix) | 6:13 |
| A2. | Monkey Me                       | 4:13 |
| B1. | Monkey Me (The ET's Radio Mix)  | 3:04 |
| B2. | Monkey Me (instrumental)        | 4:11 |

## Crédits
- Paroles : Mylène Farmer
- Musique et production : Laurent Boutonnat
- Programmation, claviers et arrangements : Laurent Boutonnat
- Guitare : Sébastien Chouard, Slim Pezin, Kashura
- Batterie : Loïc Pontieux
- Saxophone : Stéphane Chausse
- Chœurs : Mylène Farmer
- Prise de son et mixage : Jérôme Devoise
- Studio d'enregistrement : Studio Guillaume Tell
- Studio de mixage : Calliphora Studio
- Éditions : Requiem Publishing[18]

## Interprétations en concert
Monkey Me a été interprété en concert lors de la tournée Timeless 2013, prestation durant laquelle Mylène Farmer était entourée de trois musiciens dont les guitares étaient recouvertes de LED.

## Albums et vidéos incluant le titre

### Albums de Mylène Farmer
| Année | Album         | Version                                     | Durée | Certifications de l'album |
| 2012  | Monkey Me,    | Version Album Instrumental (réédition 2021) | 4:13  | 3 × Platine · Platine     |
| 2013  | Timeless 2013 | Live 2013                                   | 4:51  | Platine · Or              |
| 2020  | Histoires de  | Version Album                               | 4:13  | Platine                   |

### Vidéos de Mylène Farmer
| Année | Vidéo                             | Version    | Durée | Certifications de la vidéo |
| 2014  | Timeless 2013                     | Live 2013  | 5:26  | Diamant                    |
| 2021  | Les clips - L'intégrale 1999-2020 | Vidéo-clip | 3:46  | -                          |